# Verkhojanskij
Verkhojanskij (russisk: Верхоянский хребет; tr. Verkhojanskij khrebet) er en bjergkæde i det østlige Sibirien, der har en længde på omkring 1000 km gennem Republikken Sakha (Jakutien) i Rusland. Bjergkæden danner en stor bue mellem floderne Lena og Aldan i vest og Jana i øst. Den højeste top er beliggende i den sydlige ende af kæden og er 2.959 moh. Der er kul, bly, sølv og zink i bjergene. Bjergkæden ligger lige vest for grænsen mellem den Eurasiske Kontinentalplade og den Nordamerikanske Kontinentalplade.
Den laveste temperatur målt i et beboet område er registreret i dette område, som har dybt snedække det meste af året. Under den sidste istids maksimum havde bjergkæden store gletsjere, der har givet bjergene en alpin karakter.